# Rio Orseolo
Le rio Orseolo, nommé d'après Pietro II Orseolo, est un canal de Venise dans le sestiere de San Marco. Le bassin Orseolo (Bacino Orseolo) constitue l'extrémité élargie de ce rio.

## Description

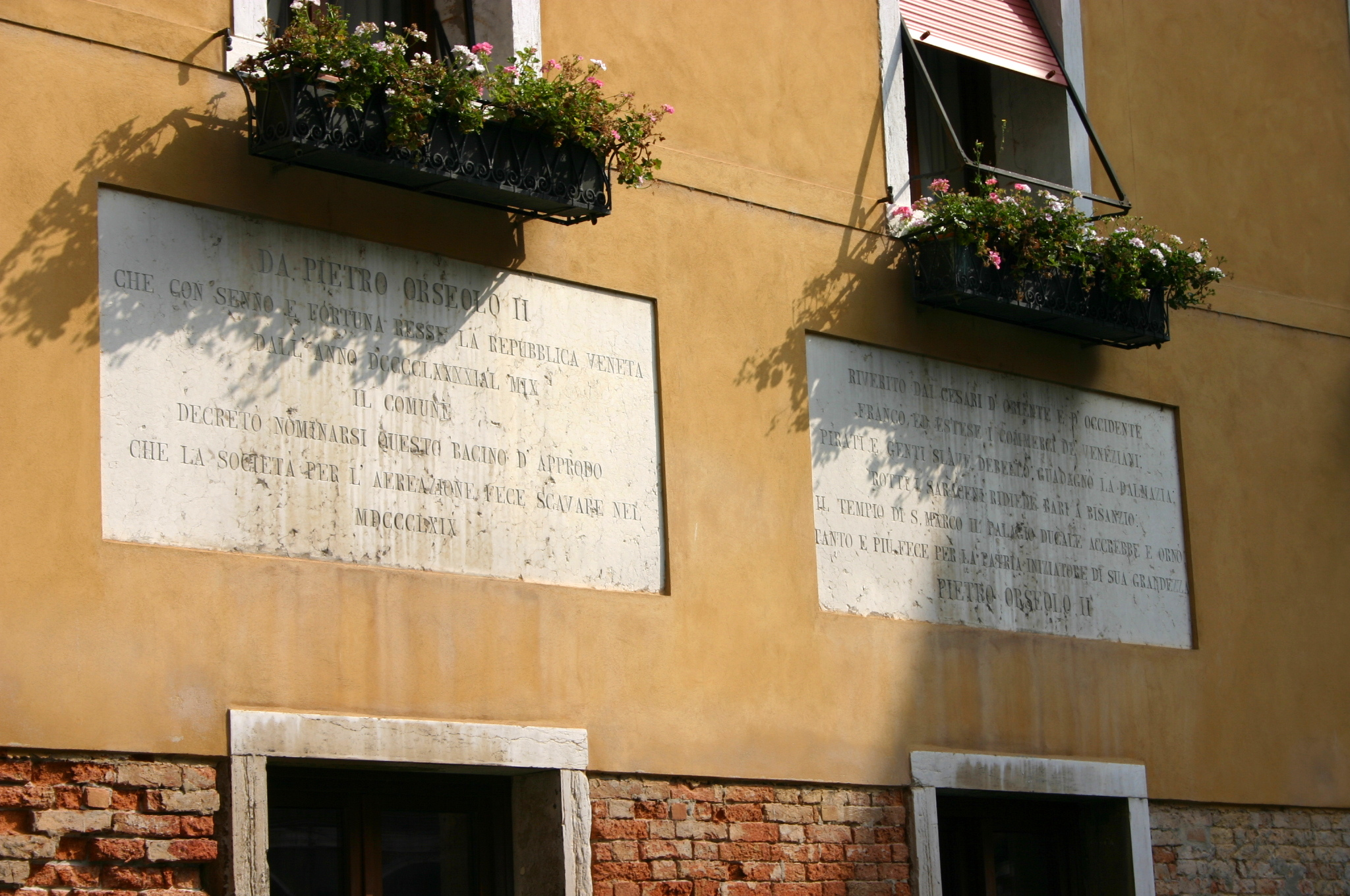
plaque à la gloire de Pietro II Orseolo

Le rio Orseolo a une longueur d'environ 80 mètres (avec le bassin en tout 120 m). Il relie le rio delle Procuratie en sens nord-nord-est avec le rio di Scoacamini et dei Fuseri.
Le bassin Orseolo est un bassin d'abordage, creusé en 1869 sous le préfet de Venise Luigi Torelli lors d'une restructuration urbaine, fait le raccord entre le rio du même nom et le rio de le Procuratie. Il permet aux gondoles de faire demi-tour et de se garer en grand nombre. Il fait environ 20 m de large sur 30 m de long. Cet endroit se situe juste au nord de la place Saint-Marc, derrière les Procuratie Vecchie.

## Origine
Le nom a été attribué par le Conseil Communal en 1869, d'après le doge Pietro II Orseolo, étant donné qu'il se situait derrière l'hospice éponyme, avec son entrée au Campo San Gallo et fut transféré ici depuis la Place Saint-Marc en 1581.

### Ospissio Orseolo
La tradition veut que le Doge Pietro II Orseolo, fit ériger entre 976 et 978, côté nord du clocher de Saint Marco, en direction ouest, un hospice qui occupait à sa réalisation une grande partie sud de la place Saint-Marc.
L' ospissio Orseolo, connu plus tard comme ospissio de San Marco fut fondé au but d'accueillir les malades étrangers et besogneux qui se trouvaient à Venise pour vénérer la relique de saint Marc ou de passage parce qu'en route vers la Terre Sainte.
Ensuite y trouvèrent accueil 4 femmes pauvres, dont le nombre monta à 54 en 1364 lorsque cessèrent les pèlerinages ; elles furent nommées  Orsoline, d'après le nom du fondateur. Elles recevaient 30 ducats prélevés des rentes de l'ospissio et 20 autres provenant d'un legs du prêtre Zuane, piovan de l'église de San Lunardo. Ce legs refera surface lorsqu'on construit 300 ans plus tard l'Ospissio del prete Zuane, à Saint Piero de Castelo.
L'hospice fut par la suite agrandi aux frais de la Dogaressa Loicia Zeno, (1253 -1268), puis restructuré au XIVe siècle grâce au legs du prêtre Zuane. L'aspect extérieur de l'édifice en 1496 peut encore être admiré grâce à l'extrême précision du relief contenu dans la peinture célèbre de Bellini:  "La procession de la relique de la Croix" (aux : Galeries de l'Académie de Venise).
L'activité pluriséculaire de l'hospice fut terminée en 1581 par sa démolition, afin de fabriquer les Procuratie Nova, alors que les hôtes furent transférées au nouvel Ospissio de San Gallo, situé au campo Rusolo (déformation d'Orseolo, aujourd'hui campo S.Gallo, depuis la construction de l'oratoire éponyme) voisin.
Ayant survécu à la chute de la République en 1797, aux édits napoléoniens de 1806 et aux interventions autrichiennes, en 1867 l'ospissio fut impliqué dans un vaste chantier de rénovation urbaine et la courbe devant l'hospice fut transformée en bassin ample à mettre à disposition des gondoles. L'hospice fut contraint de vendre pour 2000 lires deux parties de ses terrains pour permettre de réaliser les nouveaux bâtiments le long du rio Orseolo jusqu'au ponte de la Piavola.

## Curiosités
- Ce rio longe le Fondamenta Orseolo, et le Fondamenta Carlo Goldoni avec au bout le Ponte Goldoni.
- Le bassin est bordé par l'hôtel Cavalletto.
- Il s'y trouve également la Casa dei Francesconi, où vécut et mourut Antonio Canova.

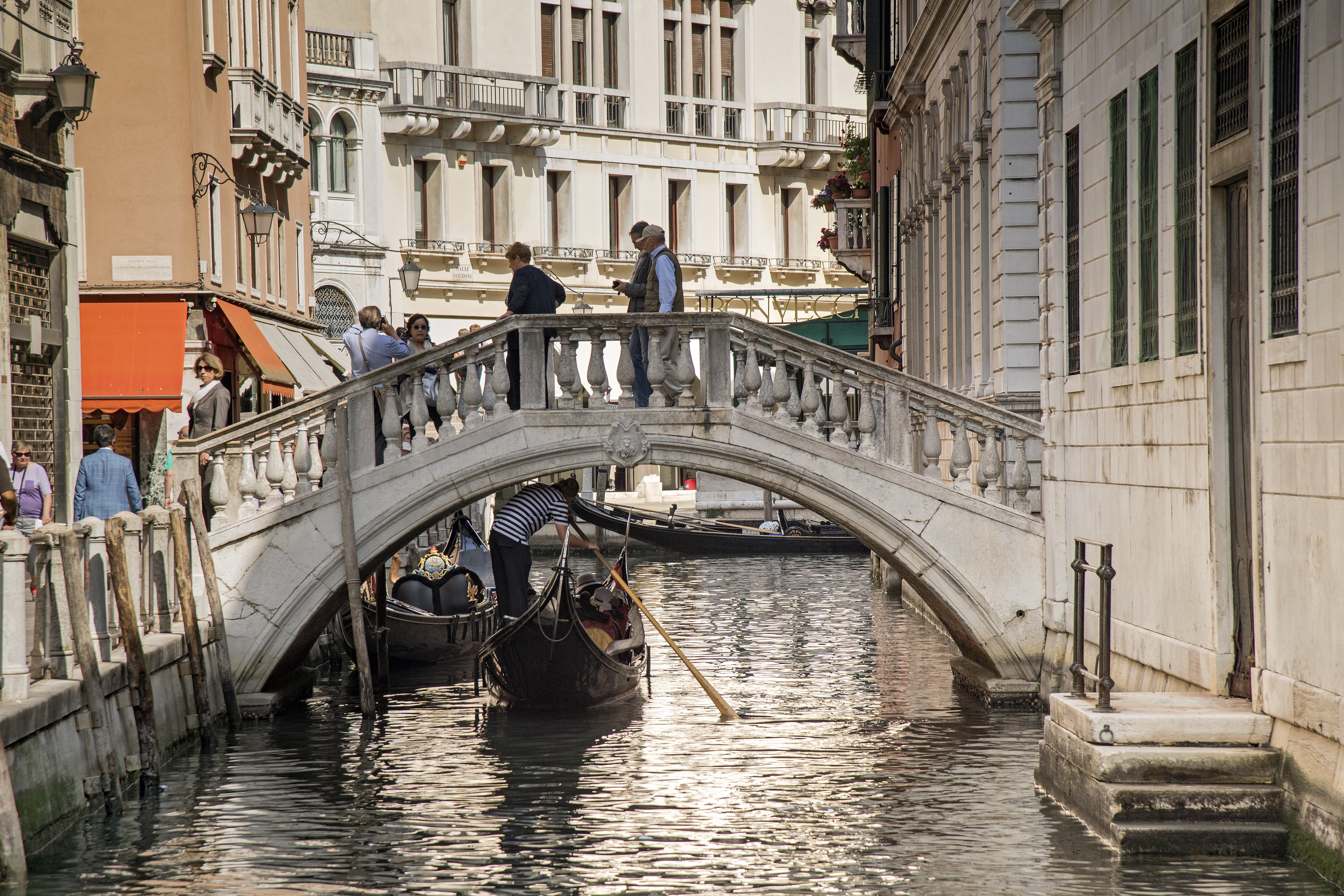
Ponte Tron ou de la Piavola (anciennement ponte San Gallo) reliant Campo San Gallo et Fondamenta Goldoni
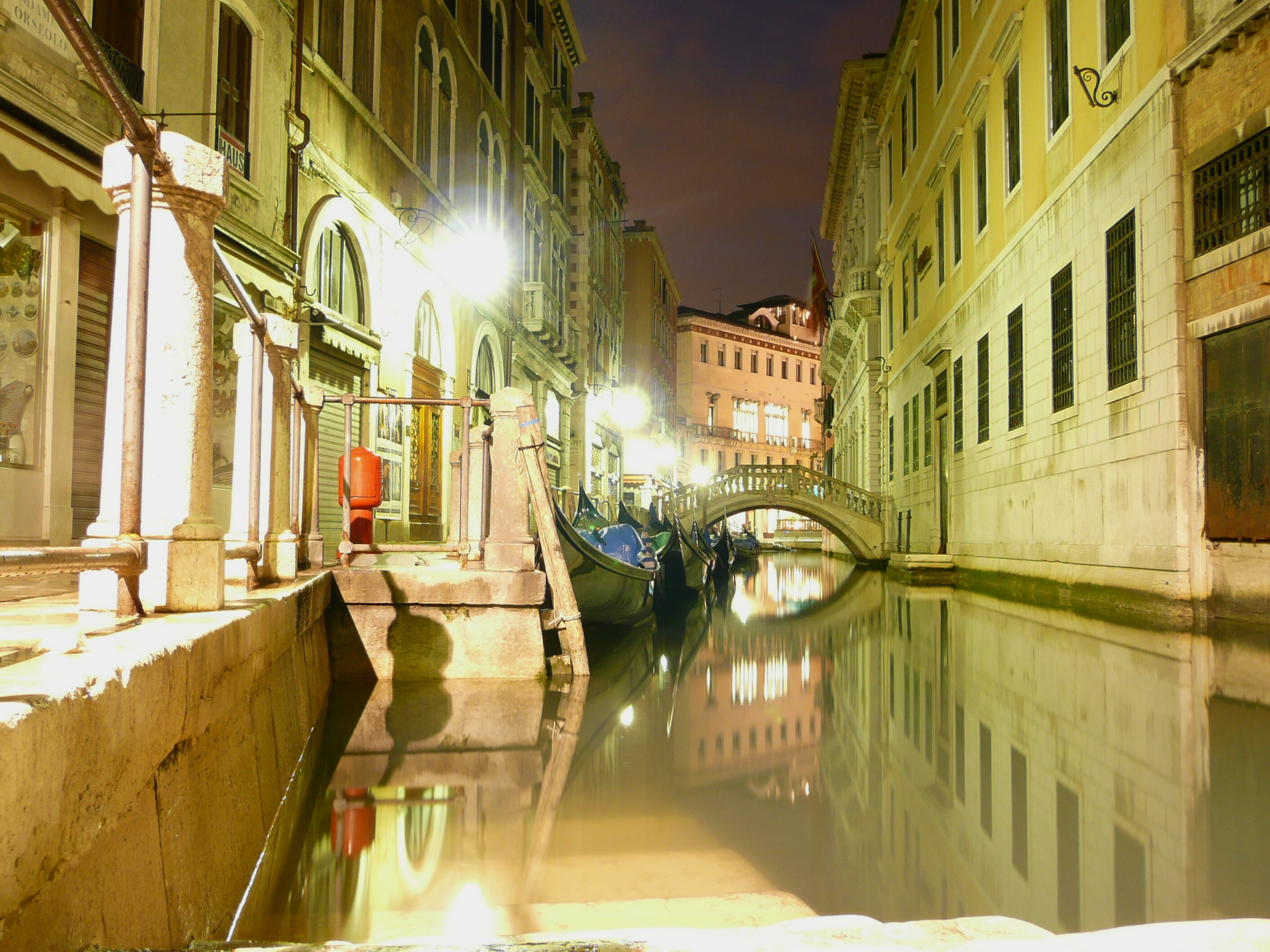
À droite le bâtiment de la Banca Nazionale del Lavoro construit sur les anciennes terres de l'Ospissio
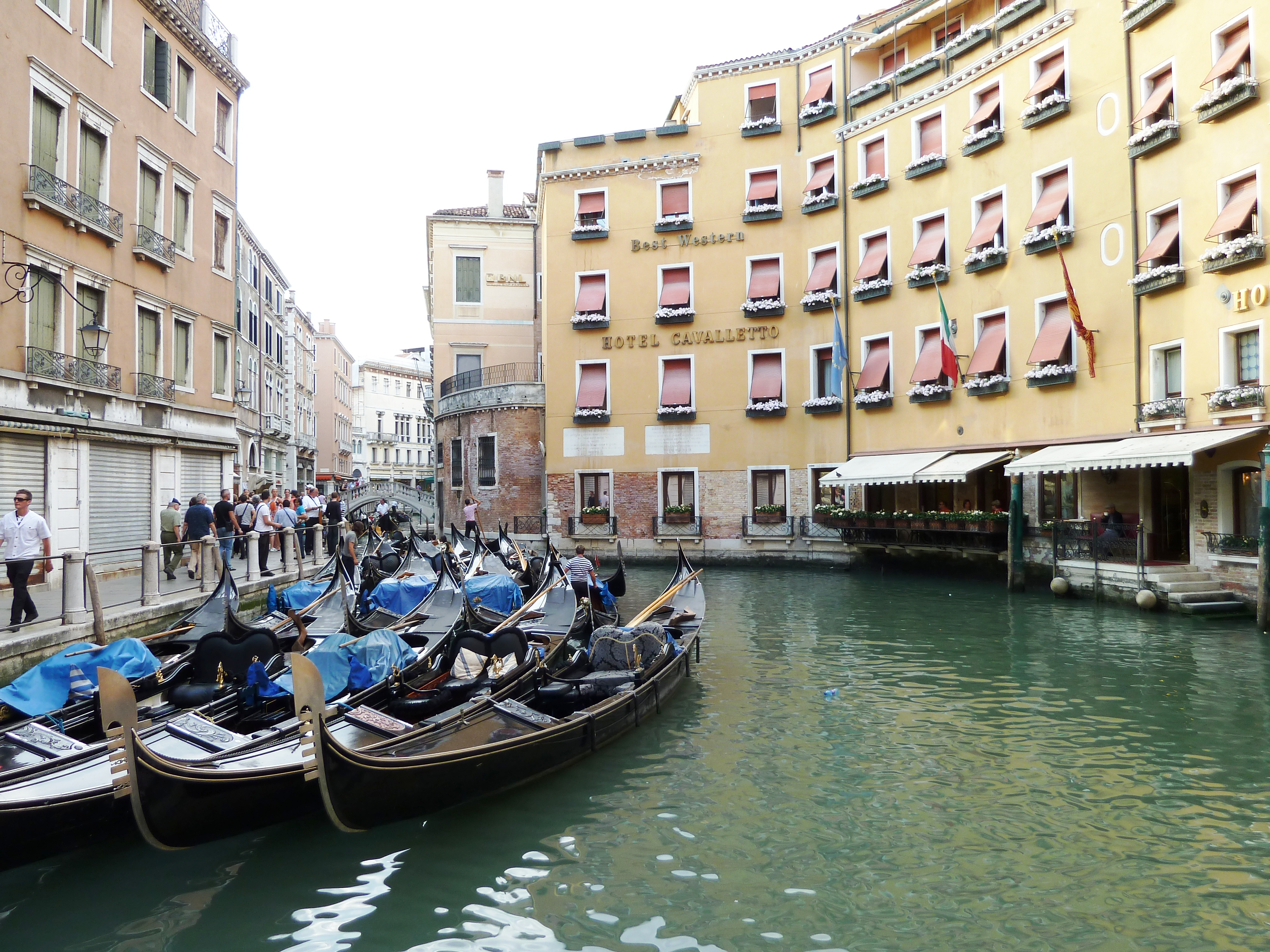
L'hôtel Cavaletto et le bassin Orseolo
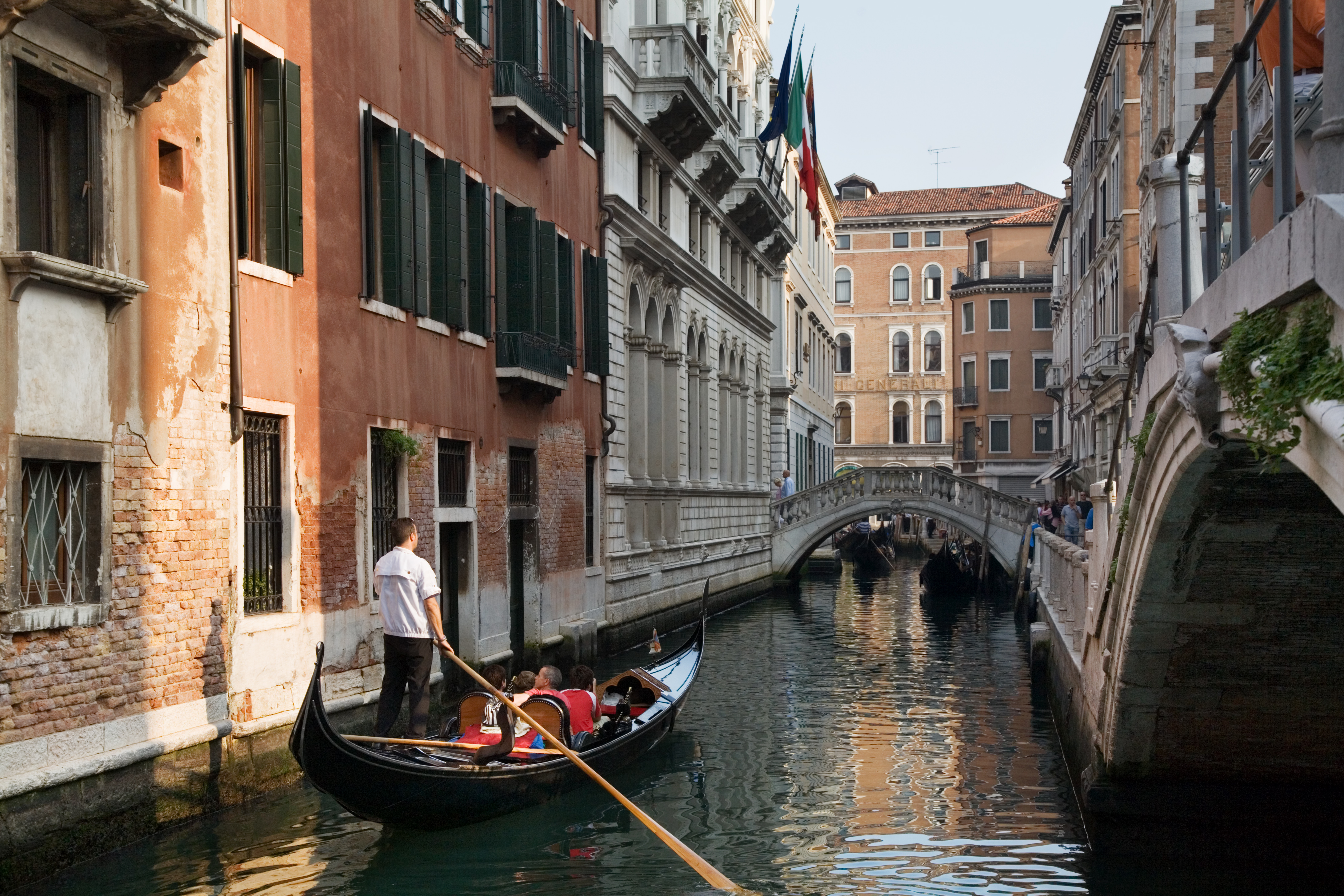
À droite le pont Goldoni, au devant le ponte Tron
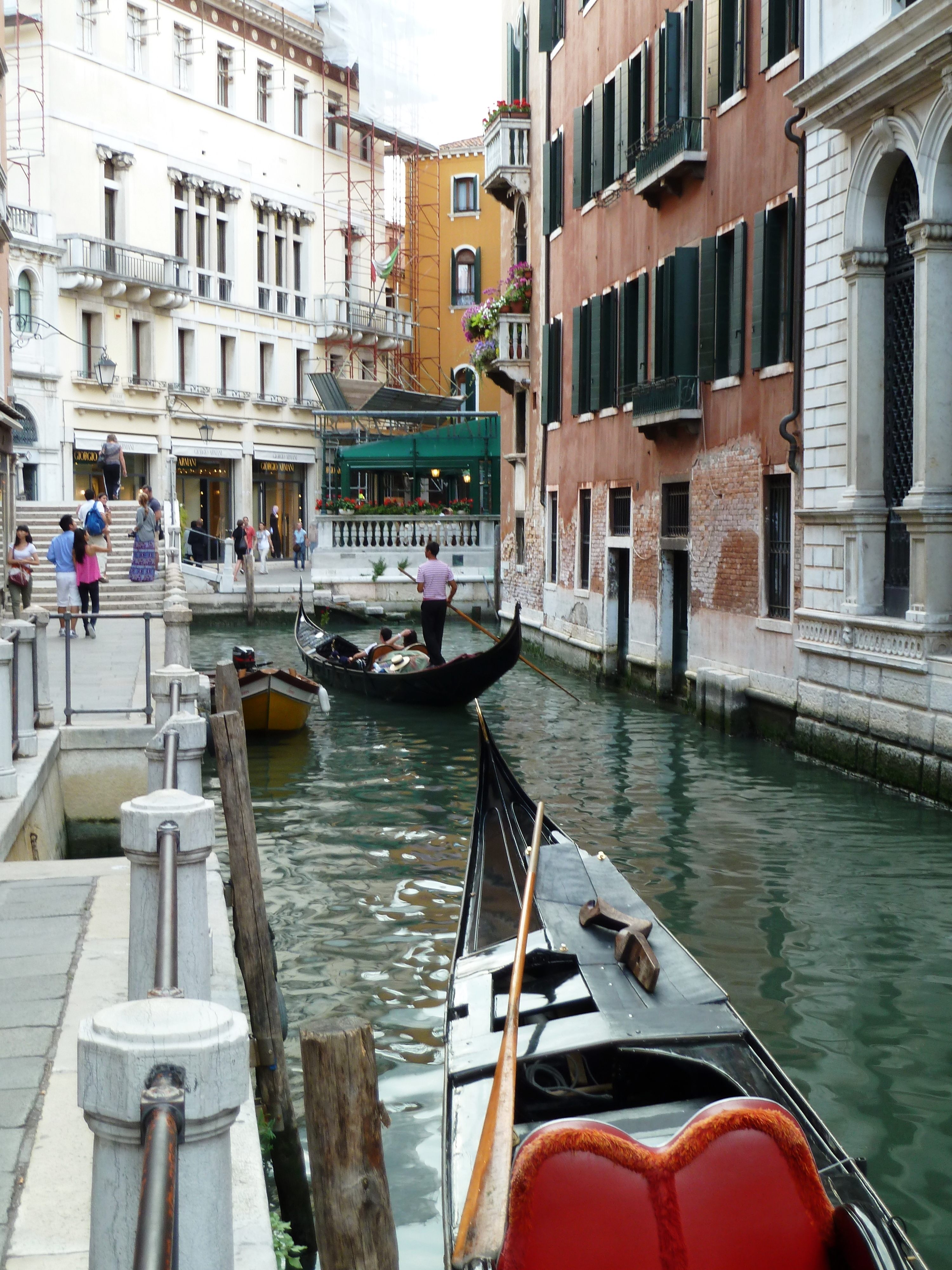
Au bout le rio dei Scoacamini et l'hôtel Bonvecchiati
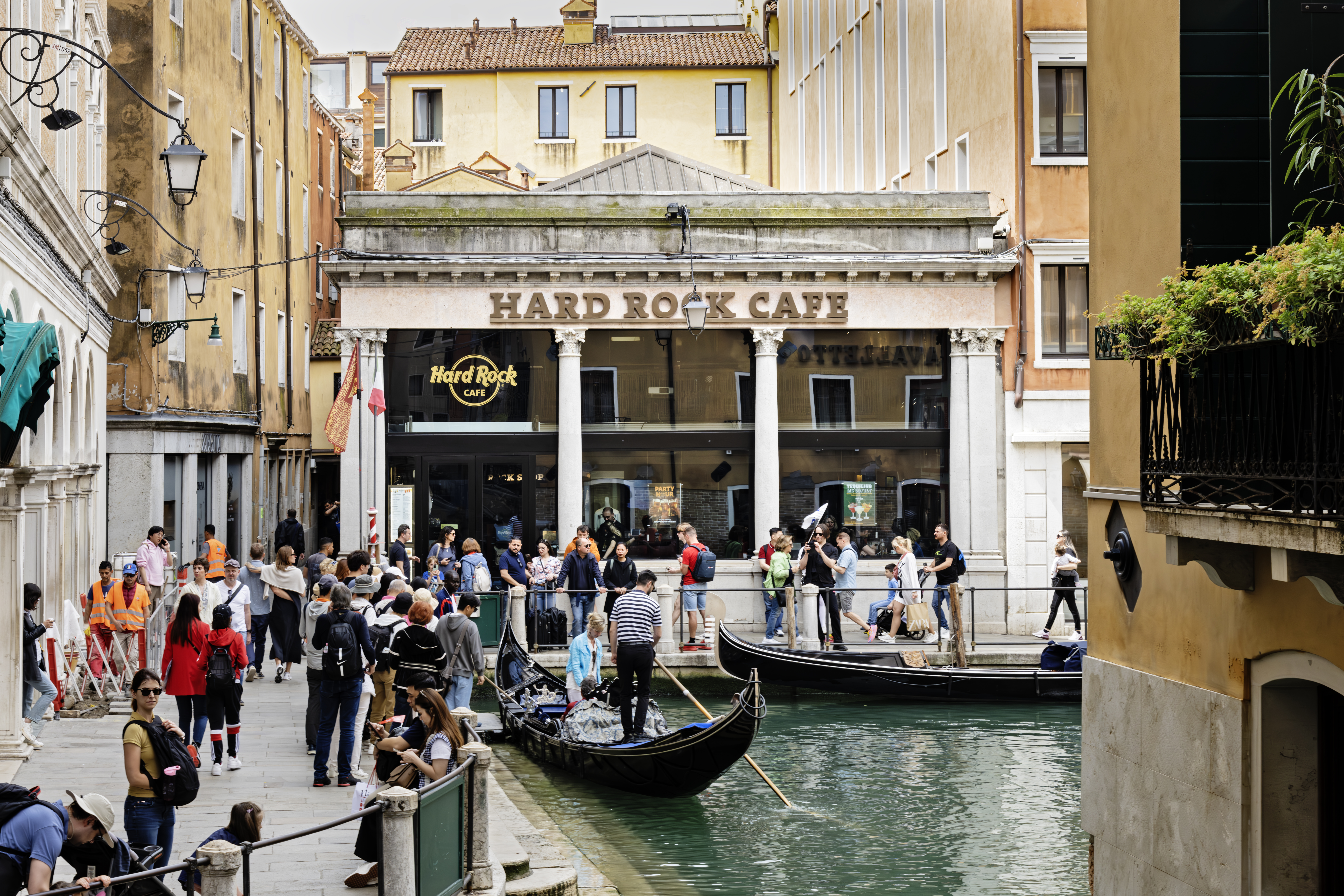
Hard Rock Cafe